# Eczemotes affinis
Eczemotes affinis är en skalbaggsart som beskrevs av Stefan von Breuning 1968. Eczemotes affinis ingår i släktet Eczemotes och familjen långhorningar. Inga underarter finns listade i Catalogue of Life.